# Шаріна Наталя Григорівна
Ната́лія Григо́рівна Ша́ріна (рос. Наталья Григорьевна Шарина, нар. 13 липня 1957) — російська бібліотекарка. Директорка «Бібліотеки української літератури в Москві». Громадянка РФ, постійно проживає в Москві. Раніше працювала в Приморській бібліотеці. Сучасна політична ув'язнена у РФ.
Одружена, має дочку Анну.

## Завідування бібліотекою
2007 року Наталя Шаріна обійняла посаду директорки Бібліотеки української літератури. За словами одного із засновників цієї бібліотеки Юрія Кононенка, «вона абсолютно чужа українській літературі людина», яка «не знає ані української мови, ані української культури». Російська влада призначила її саме «для очищення установи від українського націоналізму… Під керівництвом Шаріної з бібліотеки викинули практично всіх колишніх співробітників».

## Справа Шаріної
Наталя Шаріна обвинувачується російською владою у нібито вчиненні злочинів, передбачених п. «Б» ч. 2 ст. 282 («Розпалювання ненависті або ворожнечі, а також приниження людської гідності, вчинене особою з використанням свого службового становища»), ч. 4 ст. 160 («Розтрата») КК РФ. Затримана 28 жовтня 2015 року, 30 жовтня 2015 року в очікуванні суду на час попереднього слідства її було взято під домашній арешт. Неодноразово допитувалася правоохоронними органами Росії, зокрема на Петровці. Попри клаустрофобію і підвищений тиск лікарської допомоги не одержувала.
5 квітня 2016 року газета «День» повідомила, що проти директорки української бібліотеки у Москві порушили нову справу — тепер у розтраті. За словами адвоката Шаріної Івана Павлова, «нове обвинувачення є штучним приводом для продовження тиску на Шаріну».
7 червня 2016 року агенція BBC повідомила, що у Росії висунули остаточні звинувачення Наталії Шаріній. Про це повідомив її адвокат Іван Павлов. За словами Павлова, Шаріну звинувачують у розпалюванні ненависті або ворожнечі, а також за двома епізодами ст. 160 Кримінального кодексу РФ («привласнення або розтрата»).
У червні 2017 року Міщанський суд Москви постановив, що Шаріна вчинила дії, спрямовані на розпалювання національної ненависті і ворожнечі, а також здійснила розтрату грошових коштів. «Суд приходить до висновку про доведеність вини підсудної. Визнати підсудну винною в екстремізмі і розтраті грошових коштів. Призначити Шаріній покарання у вигляді чотирьох років позбавлення волі умовно», — йдеться у вироку судді Олени Гудошникової. Наталя Шаріна не визнала себе винною. Вона заявила: «Це політична справа. Я 35 років працювала бібліотекарем. Мабуть, руйнування бібліотеки було вигідним. Мені шкода бібліотеку. Жодної екстремістської книги в бібліотеці не було. 16 екстремістських книг мені було підкинуто». Захист ексдиректора Бібліотеки української літератури в Москві заявив, що оскаржить вирок.
Раніше правозахисний центр «Меморіал» визнав Шаріну політичною ув'язненою. «Цей політизований процес не має нічого спільного з утвердженням справедливості й підкреслює серйозні вади в судовій системі Росії», — заявив 5 червня 2017 року заступник директора з питань Європи та Центральної Азії Amnesty International Денис Кривошеєв.
Московський міський суд 24 квітня 2018 року визнав законним вирок колишньому директорові Бібліотеки української літератури в Москві Наталії Шаріній, засудженій на чотири роки ув'язнення умовно за екстремізм і розтрату.